# التمرد الشيوعي في ماليزيا (1968–1989)
التمرّد الشيوعي في ماليزيا، ويُعرف أيضاً باسم الطوارئ المالايوية الثانية، هو صراعٌ مسلّح وقعت أحداثه في ماليزيا بين الأعوام 1968 و1989، انخرط في الصراع كلّ من الحزب الشيوعي المالايوي وقوات الأمن الفيدرالي الماليزية.
بعد انتهاء الطوارئ المالايوية في العام 1960، انحاز جيش التحرير الوطني المالايوي، وهو الجناح المسلّح للحزب الشيوعي المالايوي، ذي الأغلبية العرقيّة الصينيّة، إلى الحدود الماليزية التايلندية، حيث أعاد تجميع وتدريب قوّاته للهجمات المستقبليّة ضد الحكومة الماليزية. بدأ التمرد رسمياً في 17 يونيو 1968 عندما نصب الحزب الشيوعي المالايوي كميناً لقوات الأمن في كرو بيتونغ، الواقعة في الجزء الشمالي لشبه الجزيرة الماليزية. تزامن الصراع مع التوترات المتجددة بين المالاويين العِرقيين والصينيّين في شبه جزيرة ماليزيا، وتزامن كذلك مع حرب فيتنام.
تلقّى الحزب الشيوعي المالايوي بعض الدعم المحدود من الصين، ولكنه توقّف بعدما أقامت كوالالمبور وبكين علاقات دبلوماسية في يونيو 1974. في العام 1970، تعرض الحزب الشيوعي المالايوي لانشقاق أدّى إلى ظهور فصيلين منشقّين: الحزب الشيوعي المالايوي الماركسي اللينيني، والفصيل الثوري. رغم الجهود الرامية لاستمالة المالاويين إلى الحزب الشيوعي المالايوي خلال الحرب، فقد كانت المنظمة بغالبها من العِرق الصيني. بدلاً من إعلان حالة الطوارئ كما فعل البريطانيون من قبل، ردّت الحكومة الماليزية على التمرّد بتوظيف عددٍ من المبادرات السياسة كان منها برنامج الأمن والتطوير، وجماعة المواطنين المتطوّعين.
انتهى التمرّد في 2 ديسمبر 1989 عندما وقّع الحزب الشيوعي المالايوي اتفاقية السلام مع الحكومة الماليزية في هات ياي جنوب تايلاند. تزامن ذلك مع انهيار الأنظمة الشيوعية للكتلة الشرقية. إضافة إلى القتال الذي دار في شبه الجزيرة المالايوية، وقع تمرد شيوعي آخر في ولاية ساراواك الماليزية في جزيرة بورنيو، والتي ضُمّت إلى الفيدرالية الماليزية في 16 سبتمبر 1963.

## الخلفيّة
خلال فترة الطوارئ المالايوية الأولى (1948 – 1960)، أطلق الحزب الشيوعي المالايوي حملة عصيان ضد الفيدرالية الماليزية لم تكلّل بالنجاح. أدى استقلال ماليزيا في 31 أغسطس 1957 إلى تجريد الشيوعيين من أسباب القتال كون الفيدرالية قد حققت استقلالها الكامل عن المملكة المتحدة. انتهت الطوارئ المالايوية الأولى في 31 يوليو 1960. بين الأعوام 1960 و1968، مرّ الحزب الشيوعي المالايوي بفترة إعادة تنظيم صفوفه، وإعادة تدريب كوادره، وإعادة ترسيخ العقيدة الشيوعية في نفوس أفراده.
كان جيش التحرير الوطني المالايوي قد أسس سلسلة من القواعد على طول الحدود الجنوبية بين ماليزيا وتايلاند. رغم إنهاكِه مِن قِبل قوات الكومنويلث خلال الطوارئ الأولى، فقد ضمّ الحزب الشيوعي المالايوي في صفوفه بين 500 إلى 600 عنصر حرب عصابات مدرّبين تدريباً جيداً واحتياطي مقاتلين بلغ 1000 مقاتل، جاهزين للخدمة الكاملة، في حال اقتضت الضرورة.
أعاد الحزب الشيوعي المالايوي تنظيم وحداته وأعاد تشكيل نفسه بتدريب مقاتلي عصاباتٍ جُدد. كما قام بتطوير أساليب حروب العصابات بعد دراسة حرب فييتنام.
حرِص الحزب الشيوعي المالايوي على تجنيد مالايويين في تنظيمه. رغم وجود عددٍ قليل من العناصر المالايويين، بمن فيهم عبد الله سي دي ورشيد مايدين، فقد بقي الحزب تحت هيمنةٍ عِرق الصينيين. أُنشئت وحدة مالاوية خاصة، أُطلق عليها اسم الكتيبة العاشرة بقيادة عضو اللجنة المركزية للحزب الشيوعي المالايوي عبد الله سي دي. أسس عبد الله عدة «مدارس جماهيرية ثورية» لنشر الأفكار الشيوعية الماويّة بين المالاويين التايلانديين. بما أن الحزب الشيوعي المالايوي كان مستقراً في جنوب البلاد، فقد كان معظم مجنّديه من المالاويين التايلانديين ومِن أهالي كلينتن، وهي ولاية ماليزية تقع في الشمال الشرقي.
لاستمالة المالاويين إلى الحزب الشيوعي، اتُخذ حزب الإخوان المسلمين المحلّي (بابيري) كواجهة للحزب الشيوعي المالايوي. وكان حزب بابيري مسؤولاً عن توزيع المنشورات التي تزعم عدم التعارض بين الإسلام والشيوعية. في يونيو 1961، التقى تشين بينغ بالقائد الصيني دينغ شياوبينغ في الصين. اقترح دينغ على الحزب الشيوعي المالايوي أن يخوض صراعاً مسلّحاً ثانياً. أصرّ دينغ على أنّ ماليزيا جاهزةٌ لاستقبال الثورة. جرّأ انتصار فييتنام في الحرب الحزبَ الشيوعي المالايوي على إطلاق انتفاضة أخرى في مالاوي. فيما بعد، وعد دينغ تشين بينغ أن الصين ستقدم الدعم اللازم للحزب الشيوعي المالايوي وأن تمنحه 100.000 دولار لدعم التمرد الثاني في مالاوي.

## الهجمات المبكرة
في 1 يونيو 1968، أصدرت القيادة العامة للحزب الشيوعي المالايوي أمراً باسم «ارفع عالياً الراية الحمراء للنضال المسلّح وإلى الأمام سِر». كان الحزب الشيوعي المالايوي جاهزاً الآن لخوضِ تمرد مسلح في ماليزيا. في 17 يونيو 1968، ولإحياء الذكرى السنوية العشرين لصراعه المسلح ضد الحكومة الماليزية، نصب الحزب الشيوعي المالايوي كميناً مسلحاً ضد قوات الأمن في كرو بيتونغ، الواقعة في الجزء الشمالي لشبه الجزيرة الماليزية. حقق الشيوعيون نصراً حاسماً، نتج عنه مقتل 17 عنصراً من قوات الأمن. شكّل هذا الحدث بداية الانتفاضة المسلّحة الثانية التي يخوضها الحزب الشيوعي المالايوي. في المرحلة الأولى من التمرد الثاني، حقق الحزب الشيوعي المالايوي سلسلة انتصارات بارزة. كانت نشاطات الشيوعيين في هذه المرحلة تتّسم بالجرأة والشراسة نجم عنها إلحاق خسائر كبيرة بصفوف قوات الأمن. تُعزى هذه الانتصارات إلى إعدادهم الجيّد وتدريبهم الذي تدرّبوه خلال فترات «الركود المؤقتة» أو فترة إعادة التجميع بعد التمرد الأول.
وفقاً لتشينغ بينغ، فقد ارتفعت أعداد منتسبي الحزب الشيوعي المالايوي إلى 1000 فرد خلال الفترة بين 1967 و1968. بعد أحداث الشغب الإثنيّة ضمن ما يُعرف بأحداث 13 مايو، أطلق الناشطون الشيوعيون السريّون العاملون في المناطق الحضرية والريفية أطلقوا حملة تجنيد شفويّة ركّزت على الشباب من العرق الصيني والمستائين من سياسات التمييز الإيجابي التي اتخذتها حكومة الاتحاد الممالِئة للعِرق المالاوي، وخصوصاً السياسية الاقتصادية الجديدة. عند هذا الحد، تضخمت أعداد منتسبي جيش التحرير الوطني المالايوي إلى 1600، وكان نصف هؤلاء تقريباً من شبه الجزيرة الماليزية والباقي من جنوب تايلاند.
مع إقراره بوجود توترات عِرقية عميقة في المجتمع الماليزي، سلّم أستاذ التاريخ في جامعة سنغافورة الوطنية البروفيسور تشياه بون كينغ أنّ التمرد الشيوعي لم ينحدر إلى صراع عِرقي بسبب انشغال الحكومة والعامة بالتمرد. فقد تعلم الشيوعيون من دروس الماضي بأنهم لا يمكنهم قصرُ اعتمادهم على المتعاطفين معهم من الفقراء أو أهالي القرى لإمدادهم بالمؤن والدعم اللوجيستي.
لدعم التمرّد الجديد للحزب الشيوعي المالايوي، أُنشأت في العام 1969 إذاعة سرية عُرفت باسم (صوت ثورة الشعب) لتكون اللسان الناطق باسم الكوادر الشيوعية في شبه الجزيرة الماليزية وسنغافورة. كان مقرّ الإذاعة في مقاطعة هونان الصينية، نظراً لأن الصين تحت قيادة ماوتسي تونغ كانت ما تزال تدعم بشكل سرّي حركات مقاتلي العصابات الماويّين في جنوب شرق آسيا بما فيها الحزب الشيوعي المالايوي. بثّت الإذاعة بروباغاندا شيوعية لصالح الحزب الشيوعي الصيني والحزب الشيوعي المالايوي.
كانت برامج إذاعة صوت ثورة الشعب تُبثّ عبر المنطقة بجهاز إرسالٍ قويّ تبلغ استطاعته 20 كيلو واط، وكانت تبثّ بثلاث لغات: الصينية، والمالاوية، والتاميليّة. فيما بعد، أُضيفت فقرات باللغة الإنجليزية بعد نجاح الحزب الشيوعي المالايوي في تجنيد عدد من طلاب الجامعات من سنغافورة وماليزيا. في الوقت الذي اعتبرت فيه المخابرات الماليزية الخاصة وقسم الأمن الداخلي السنغافوري أولئك الطلاب شيوعيين، اعتبر تشين بينغ وبعض قادة الحزب الشيوعي المالايوي اعتبروا أولئك الطلاب مجرّد متعاطفين مع اليسار.
في العام 1969، ردّت الحكومة الماليزية على التمرّد الشيوعي الجديد بإنشاء قواتها الخاصة، قيادة القوات الخاصة -فات69، والتي تتبع النموذج البريطاني لجهاز القوة الجوية الخاصة. تحدّر معظم المجنّدين في هذا الجهاز من قوات الشرطة الميدانية الماليزية (بي إف إف). تلقّت هذه الوحدة التدريب على يد جهاز القوة الجوية الخاصة البريطانية في إيبوه في 1969. مع حلول العام 1972، تمكّن البريطانيون من تدريب سريّة كاملة تبلغ 104 رجلاً. بعد مغادرة فريق القوة الجوية الخاصة البريطانية، تولّت مفرزة تدريب نيوزيلندية تابعة للقوات الجوية الخاصة تولت برنامج التدريب ودرّبت 208 عنصراً. كما اختارت المفرزة النيوزيلندية بعناية ودرّبت 13 عنصراً من قيادة القوات الخاصة الماليزية ليشكّلوا نواة التدريب، والذين درّبوا فيما بعد سريّة رابعة.
وفقاً لتقرير السي آي إيه المنشور في أبريل 1976، خفّضت الصين من مشاركتها في تمرّد الحزب الشيوعي المالايوي للبث في إذاعة صوت ثورة الشعب. لم ترغب الصين في الانخراط الفعلي في الصراع، ولاحقاً أقامت علاقات دبلوماسية مع كوالا لامبور في يونيو 1974. كما لم يشترك كلّ من الاتحاد السوفييتي ولا جمهورية فيتنام الديمقراطية في التمرد الماليزي.